# アベンジャーズ/エイジ・オブ・ウルトロン (サウンドトラック)
『アベンジャーズ/エイジ・オブ・ウルトロン オリジナル・サウンドトラック』（Marvel's Avengers: Age of Ultron Original Soundtrack）は、ブライアン・タイラーとダニー・エルフマンによるマーベル・スタジオの映画『アベンジャーズ/エイジ・オブ・ウルトロン』の映画音楽である。ハリウッド・レコードより2015年4月29日にデジタル配信、5月19日にCD発売が予定されている。

## 背景
2014年3月、第1作で作曲を務めたアラン・シルヴェストリに代わり、ブライアン・タイラーが『アイアンマン3』、『マイティ・ソー/ダーク・ワールド』に続いて3度目となるマーベルとの契約を交わした。タイラーは『スター・ウォーズ』、『スーパーマン』、『'レイダース/失われたアーク《聖櫃》』といったジョン・ウィリアムズの音楽にオマージュを捧げ、また『アイアンマン』、『マイティ・ソー』、『キャプテン・アメリカ』の音楽を参照したと述べた。またダニー・エルフマンもスコアに協力し、1作目のシルヴェストリのテーマ曲を使って新たなハイブリッドテーマを作り上げた。
スコアはフィルハーモニア管弦楽団によって演奏され、2015年初頭にアビー・ロード・スタジオで録音された。2015年4月、マーベルはトラックリストを公表し、サウンドトラックが2015年4月29日にデジタルで、5月19日にCDで発売されることを発表した。後日、エルフマンが手がけた「New Avengers-Avengers: Age of Ultron」という題のボーナス・トラックが明らかとなった。

## トラックリスト
| #   | タイトル                                   | 作詞 | 作曲                 | 時間 |
| --- | ------------------------------------------ | ---- | -------------------- | ---- |
| 1.  | 「Avengers: Age of Ultron Title」          |      | ブライアン・タイラー | 0:43 |
| 2.  | 「Heroes」(作中未使用)                     |      | ダニー・エルフマン   | 2:07 |
| 3.  | 「Rise Together」                          |      | ブライアン・タイラー | 2:23 |
| 4.  | 「Breaking and Entering」                  |      | ブライアン・タイラー | 3:04 |
| 5.  | 「It Begins」                              |      | ブライアン・タイラー | 2:42 |
| 6.  | 「Birth of Ultron」                        |      | ブライアン・タイラー | 3:05 |
| 7.  | 「Ultron-Twins」                           |      | ダニー・エルフマン   | 4:13 |
| 8.  | 「Hulkbuster」                             |      | ブライアン・タイラー | 4:32 |
| 9.  | 「Can You Stop This Thing?」               |      | ブライアン・タイラー | 1:03 |
| 10. | 「Sacrifice」                              |      | ブライアン・タイラー | 2:42 |
| 11. | 「Farmhouse」                              |      | ブライアン・タイラー | 4:02 |
| 12. | 「The Vault」                              |      | ブライアン・タイラー | 2:58 |
| 13. | 「The Mission」                            |      | ブライアン・タイラー | 2:48 |
| 14. | 「Seoul Searching」                        |      | ブライアン・タイラー | 2:48 |
| 15. | 「Inevitability-One Good Eye」(作中未使用) |      | ダニー・エルフマン   | 5:07 |
| 16. | 「Ultron Wakes」                           |      | ダニー・エルフマン   | 1:43 |
| 17. | 「Vision」                                 |      | ブライアン・タイラー | 3:47 |
| 18. | 「The Battle」                             |      | ブライアン・タイラー | 4:24 |
| 19. | 「Wish You Were Here」                     |      | ブライアン・タイラー | 1:36 |
| 20. | 「The Farm」                               |      | ダニー・エルフマン   | 1:14 |
| 21. | 「Darkest of Intentions」                  |      | ブライアン・タイラー | 2:26 |
| 22. | 「Fighting Back」                          |      | ブライアン・タイラー | 2:33 |
| 23. | 「Avengers Unite」                         |      | ダニー・エルフマン   | 1:08 |
| 24. | 「Keys to the Past」                       |      | ブライアン・タイラー | 1:48 |
| 25. | 「Uprising」                               |      | ブライアン・タイラー | 2:32 |
| 26. | 「Outlook」                                |      | ブライアン・タイラー | 2:38 |
| 27. | 「The Last One」                           |      | ブライアン・タイラー | 2:14 |
| 28. | 「Nothing Lasts Forever」                  |      | ダニー・エルフマン   | 1:57 |
| 29. | 「New Avengers-Avengers: Age of Ultron」   |      | ダニー・エルフマン   | 3:09 |

出典: 